# Cherry Valley, Kalifornien
Cherry Valley är en ort (CDP) i Riverside County, i delstaten Kalifornien, USA. Enligt United States Census Bureau har orten en folkmängd på 6 362 invånare (2010) och en landarea på 20,9 km².